# Macrostòmids
Els macrostòmids (Macrostomidae) constitueixen una família de petits turbel·laris basals de vida lliure. Són membres del meiobentos d'aigües marines, salobres i dolces. Es coneixen unes 180 espècies d'aquesta família.